# Adam Dedio
Adam Dedio (ur. 24 grudnia 1918, zamordowany 14 kwietnia 1947 w Gdańsku) – kapitan marynarki, żołnierz powstania warszawskiego.

## Życiorys
Po maturze, którą zdał w Państwowym Gimnazjum i Liceum Ignacego Jana Paderewskiego w Poznaniu (obecnie VI Liceum Ogólnokształcące im. Ignacego Jana Paderewskiego w Poznaniu) w 1937 r. został przyjęty do Szkoły Podchorążych Marynarki Wojennej w Toruniu potem w Bydgoszczy. W 1939 r. wraz ze szkołą był ewakuowany na Polesie do Pińska. Uczestniczył w stopniu bosmanmata podchorążego w wojnie obronnej 1939 r. w składzie batalionu morskiego Samodzielnej Grupy Operacyjnej „Polesie” w bojach przeciwko Niemcom i Armii Czerwonej, w tym w bitwie pod Kockiem, podczas której został ranny. Jeszcze we wrześniu 1939 r. był promowany do stopnia podporucznika marynarki przez gen. Franciszka Kleberga. 6 października 1939 r. dostał się do niewoli niemieckiej. Przebywał w obozach dla jeńców wojennych w Meppen i w Ziegenheim koło Kassel. W 1940 r. został wysłany do pracy w gospodarstwie rolnym, skąd go uwolniono (na zasadzie wymiany za ochotnika) w czerwcu 1941 r. Po przybyciu do Krakowa niemal natychmiast nawiązał kontakt z ZWZ-AK. Trafił do słynnego oddziału „Wicher”, dowodzonego przez Józefa Świdę „Dzika”, niegdyś partyzanta mjr. „Hubala”. Nosił pseudonim „Kopiec”, był zastępcą „Dzika”. „Wicher” wszedł niebawem w skład 6. Dywizji AK.
Po aresztowaniu przez Gestapo był torturowany, ledwo uniknął śmierci. Po powrocie do zdrowia przywrócony do służby w AK. Po wojnie wstąpił do Marynarki Wojennej kontrolowanej przez komunistów, został dowódcą ORP „Bystry”. Jednocześnie zaangażował się w antykomunistyczną konspirację, w grudniu 1945 r. wstąpił do antykomunistycznego Narodowego Zjednoczenia Wojskowego – obszar gdański. Został aresztowany w maju 1946 r. w Gdyni pod zarzutem, że jako „szef tajnej kancelarii” Głównego Sztabu MW „działał na szkodę państwa polskiego”. Był torturowany przez Informację Wojskową a 14 kwietnia 1947 r. został rozstrzelany po „procesie” karnym. Ciało zostało pogrzebane skrycie bez oznaczenia miejsca na Cmentarzu Garnizonowym w Gdańsku. 20 czerwca 1990 r., postanowieniem Sądu Marynarki Wojennej w Gdyni wyrok Adama Dedio został unieważniony. Po odkryciu szczątek i potwierdzeniu tożsamości w 2016 r. przez zespół IPN dr. hab. Krzysztofa Szwagrzyka został ponownie pochowany zgodnie z ceremoniałem wojskowym w Kwaterze Pamięci na Cmentarzu Marynarki Wojennej 29 czerwca 2018. Kapitan marynarki Adam Dedio jest patronem 7 Pomorskiej Brygady Obrony Terytorialnej.

## Rodzina
Adam był pierwszym dzieckiem Stanisława i Marii Romany z domu Wodziczko. Maria zgodnie z jej zachowanym pamiętnikiem starała się go ukształtować na człowieka odważnego, silnego, wiernego ideałom, gotowego do poświęceń dla ojczyzny. Zapewne dzięki takiemu wychowaniu był „człowiekiem, którego można zabić ale nigdy pokonać”.